# Port lotniczy Bayannur
Port lotniczy Bayannur (IATA: RLK, ICAO: ZBYZ) – port lotniczy położony w Bayan Nur, w regionie autonomicznym Mongolia Wewnętrzna, w Chińskiej Republice Ludowej.

## Linie lotnicze i połączenia
| Linia Lotnicza           | Kierunek                                    |
| ------------------------ | ------------------------------------------- |
| Air China                | 1. Pekin-Daxing 2. Hohhot                   |
| Air China Inner Mongolia | 1. Pekin                                    |
| Chengdu Airlines         | 1. Chengdu-Tianfu 2. Tongliao 3. Ulanhot    |
| China Express Airlines   | 1. Chifeng 2. Chongqing                     |
| China Southern Airlines  | 1. Guangzhou 2. Zhengzhou                   |
| GX Airlines              | 1. Haikou 2. Yulin                          |
| Juneyao Airlines         | 1. Szanghaj-Pudong 2. Zhengzhou             |
| Tianjin Airlines         | 1. Chifeng 2. Dalian 3. Hulun Buir 4. Xi’an |